# Rico Verhoeven
 (décembre 2019).
Si vous disposez d'ouvrages ou d'articles de référence ou si vous connaissez des sites web de qualité traitant du thème abordé ici, merci de compléter l'article en donnant les références utiles à sa vérifiabilité et en les liant à la section « Notes et références ».
Rico Verhoeven, né le 10 avril 1989 à Berg-op-Zoom, est un kickboxeur néerlandais champion du monde actuel dans la catégorie poids lourds de la Glory, promotion internationale de kick-boxing. Il est invaincu depuis 2015.

## Biographie
Rico Verhoeven est né à Bergen op Zoom, aux Pays-Bas. Il a commencé à apprendre les arts martiaux à l'âge de cinq ans en commençant par le kyokushin (art martial japonais). Il a été formé par son père, qui était une ceinture noire de karaté. Après être passé au kickboxing, Rico Verhoeven a commencé à s'entraîner à l'âge de sept ans et a commencé à concourir contre des adultes à l'âge de 16 ans, en raison de sa grande taille.
Verhoeven  a participé à plusieurs compétitions : K-1, It's Showtime et Superkombat. Rico Verhoeven est actuellement en 2024 classé premier mondial des poids lourds par différentes promotions ou organisations comme LiverKick.com, Combat Pres et Glory.
Peu connu, au début de sa carrière, Rico s'est fait mondialement connaitre à l'étranger hors des Pays-Bas, avec son célèbre combat contre le fameux kickboxeur néerlando-marocain Badr Hari, le 10 décembre 2016 qu'il remportera à cause d’une blessure de son adversaire, bien qu'en position de outsider contre son adversaire qui était largement favori.
Lors de l'événement Glory 77 de Rotterdam, il décroche le Grand Prix des poids lourds, remportant 500 000 dollars après une victoire contre Nabil Khachab en demi-finale et Levi Rigters en finale.

## Filmographie

### Cinéma

#### Longs métrages
- 2018 : Kickboxer : L'Héritage (Kickboxer: Retaliation) de Dimitri Logothetis : Moss (crédité comme Ricardo Verhoeven)
- 2018 : De film van Dylan Haegens de Bas van Teylingen : Diederik-Jan
- 2021 : Herrie in Huize Gerri de Frank Lammers : Reggi
- 2022 : Bon Bini Holland 3 de Jon Karthaus : Igor the Destroyer
- 2023 : Black Lotus (Black Lotus) de Todor Chapkanov : Matteo

Prochainement
- 2025 : Criminal Squad : Pantera (Den of Thieves 2: Pantera) de Christian Gudegast : Vigo (à venir)
- 2025 : Augurk aan zee de Tim Oliehoek : Jan (en post-production)

#### Courts métrages
- 2019 : Don Diego Poeder – Fight, Honor, Legacy de Joris van den Berg : Champion Glory Heavyweight
- 2024 : Glory Collision 7 Cinematic Trailer de Victor D. Ponten : lui-même (crédit uniquement)

### Télévision
- 2015 : Bluf de Robert Kievit : Davey (1 épisode)
- 2015 : Vechtershart de Boudewijn Koole : Tony Corella (1 épisode)
- 2019–2020 : Makkelijk Scoren de Stefan van den Bosch : Huisdichter (mini-série)
- 2020 : Undercover de Eshref Reybrouck : Sidekick de Ferry Bouman (2 épisodes)
- 2021 : Dutch Wheels de Joris van den Berg : (1 épisode)
- 2023–2025 : Brugklas de Sjoerd de Bont : Nico Veenboer (10 épisodes)
- 2024 : Sinterklaasjournaal de Noël van Santen : Meneer Spaargaren (1 épisode)

### Producteur
- 2023 : Black Lotus : coproducteur
- 2025 : Rendezvous de Stephan Brenninkmeijer : producteur exécutif (court métrage, post-production)